# Cornelia Sabiiti
Cornelia Sabiti Kakooza, (nhũ danh Cornelia Sabiiti), là một luật sư và thẩm phán của Tòa án tối cao của Uganda. Bà được tổng thống Yoweri Museveni bổ nhiệm vào vị trí trên vào ngày 8 tháng 2 năm 2018.

## Bối cảnh và giáo dục
Bà tốt nghiệp Khoa Luật của Đại học Makerere, trường đại học công lập lớn nhất và lâu đời nhất ở Uganda, với bằng Cử nhân Luật. Năm sau, bà được Trung tâm phát triển pháp luật trao tặng bằng tốt nghiệp về thực hành pháp lý tại thành phố thủ đô của Campuchia. Bà cũng có bằng Cao học về Mua sắm, được lấy từ Tổ chức Lao động Quốc tế, tại cơ sở đào tạo của nó ở Turin, Ý.

## Nghề nghiệp
Trong những năm đầu đời, bà Sabiiti làm cố vấn pháp lý cho Cơ quan Mua sắm và Xử lý Tài sản Công cộng (PPDA), trong thời gian bảy năm. Sau đó, bà được bổ nhiệm làm Thư ký Công ty và Giám đốc Pháp lý và Tuân thủ tại PPDA. Vào tháng 3 năm 2011, bà được bổ nhiệm với nhiệm kỳ sáu năm tái tạo với tư cách là Giám đốc điều hành cho cơ quan chính phủ. Trong khi đó, bà đi đầu trong cải cách mua sắm của chính phủ, trong đó trong tất cả các hợp đồng của chính phủ, ít nhất 30% công việc, hoặc 30% nguồn cung cấp có nguồn gốc được dành cho các công ty hoặc nhà cung cấp địa phương. Vào năm 2017, Sabiiti đã chọn không gia hạn nhiệm kỳ của mình tại PPDA, thay vào đó, quay trở lại thực hành luật tư nhân của mình.
Năm 2018, Cornelia Sabiiti được bổ nhiệm vào Tòa án tối cao, và được phân công vào lĩnh vực Đất đai của tòa án đó.